# Comuna Rožaje
Comuna Rožaje (în muntenegreană Opština Rožaje) este o diviziune administrativă de ordinul întâi din Muntenegru. Reședința sa este orașul Rožaje.